# Elecciones presidenciales de Madagascar de 2023
Las elecciones presidenciales de Madagascar de 2023 se realizaron el 16 de noviembre de ese año, con una segunda vuelta el 20 de diciembre en caso de ser necesario. El 12 de octubre de 2023, se anunció que las elecciones se pospondrían una semana, hasta el 16 de noviembre, debido a los disturbios preelectorales.
Andry Rajoelina fue reelegido para un segundo mandato consecutivo con el 58,95% de los votos en la primera vuelta. La participación fue del 46,36%, la más baja en una elección presidencial en la historia del país.

## Antecedentes
En abril de 2023, el presidente Andry Rajoelina prohibió todos los mítines políticas públicos. Esto fue condenado por representantes de la Unión Europea, Reino Unido, Estados Unidos, Alemania, Francia, Suiza, Noruega y Japón. En una carta a la Unión Europea de mayo de 2023 Rajoelina pidió 30 millones de euros para organizar las elecciones.
El 12 de octubre de 2023, se anunció que las elecciones se pospondrían una semana hasta el 16 de noviembre debido a los disturbios preelectorales.

## Sistema electoral
El presidente de Madagascar es elegido utilizando el sistema de balotaje; si ningún candidato recibe la mayoría de los votos en la primera vuelta, se llevará a cabo un segunda vuelta entre los dos candidatos más votados.

## Candidatos
Un total de 28 candidatos se postulan para la presidencia. En la decisión del Tribunal Superior Constitucional publicada el 9 de septiembre de 2023, solo se aceptaron 13 de los 28 candidatos:
1. Tahina Razafinjoelina – FTT
2. Hajo Andrianainarivelo – MMM
3. Andry Rajoelina – TGV
4. Roland Ratsiraka – MTS
5. Marc Ravalomanana – TIM
6. Auguste Richard Paraina – TT
7. Andry Tsiverizo Raobelina Andriamalala – ARB
8. Jean Brunelle Razafintsiandraofa – APM
9. Lalaina Harilanto Ratsirahonanana – AF
10. Hery Rajaonarimampianina – HVM
11. Sendrison Daniela Raderanirina – FYMA
12. Jean-Jacques Jedidia Ratsietison – FMI-MA
13. Siteny Randrianasoloniaiko – PSD et al.

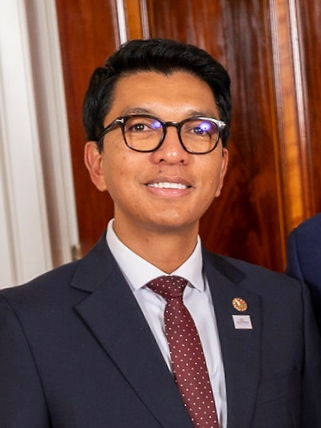
Andry Rajoelina
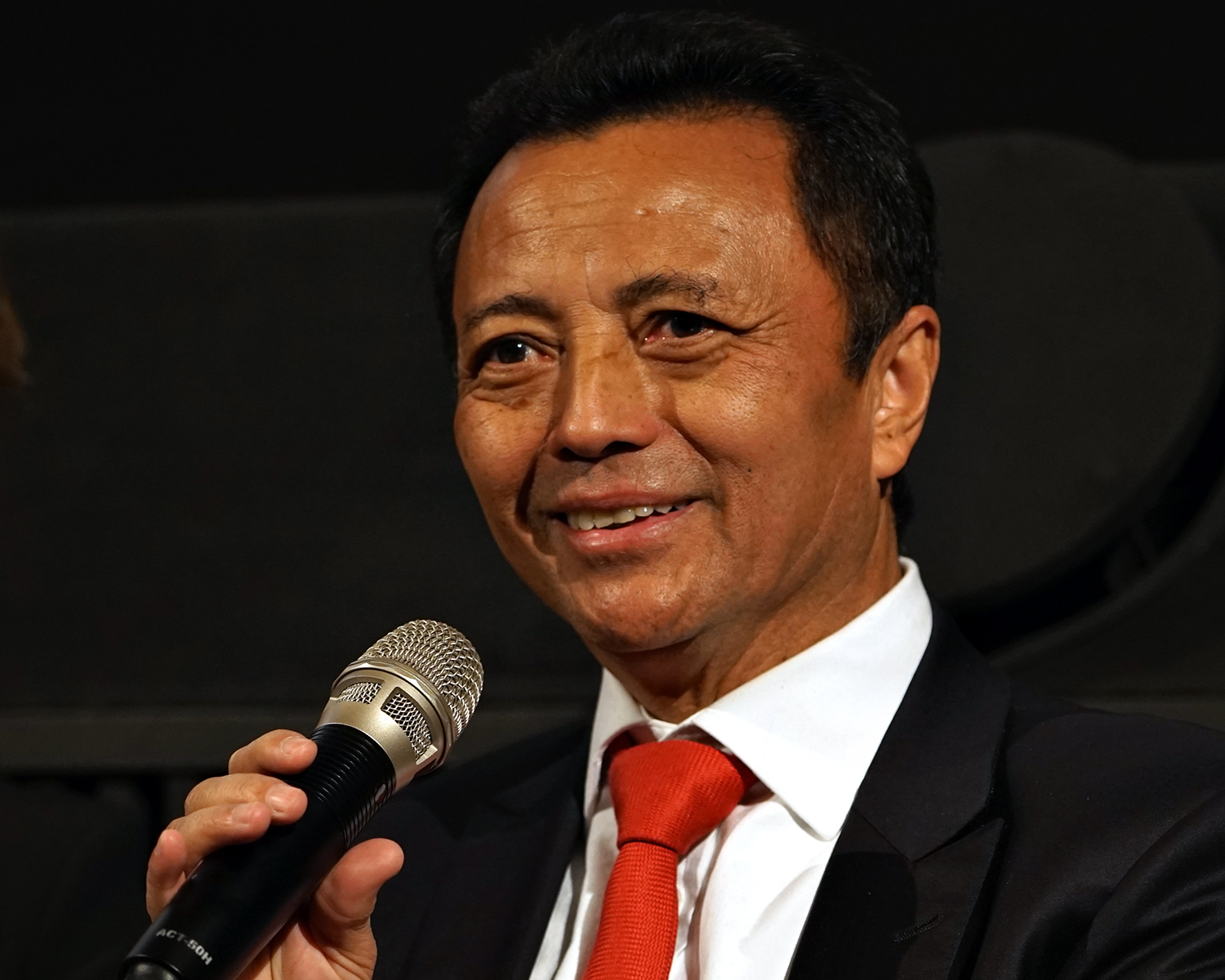
Marc Ravalomanana
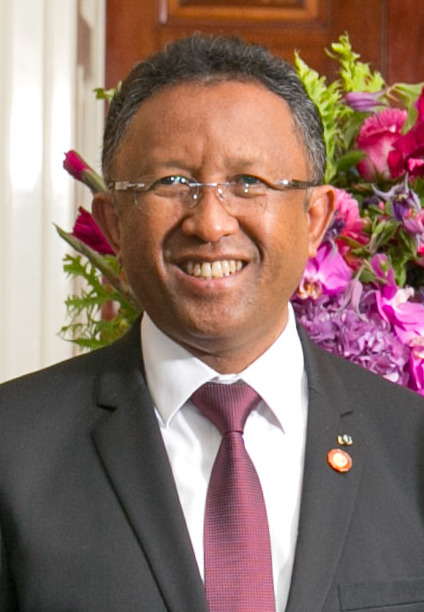
Hery Rajaonarimampianina
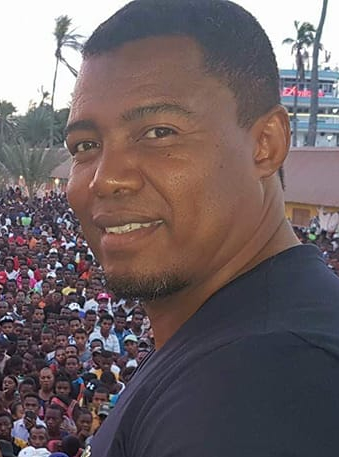
Siteny Randrianasoloniaiko
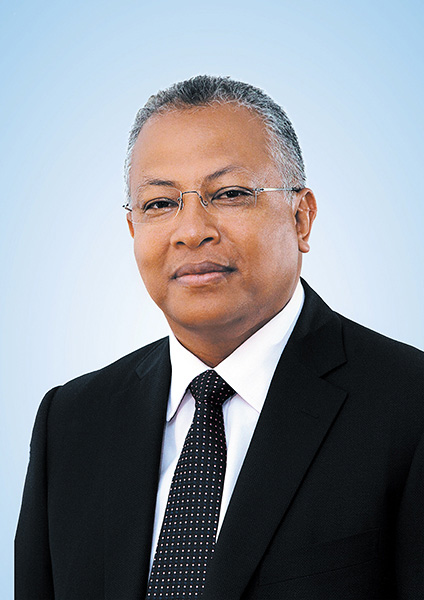
Hajo Andrianainarivelo

## Campaña
Durante un mitin de campaña de la oposición celebrado el 2 de octubre de 2023, Marc Ravalomanana, expresidente y actual candidato, sufrió una lesión en la pierna tras el uso de gas lacrimógeno por parte de la policía.
El mismo día, el candidato Andry Rajoelina sufrió una lesión en la cara por una parte de un bote de gas lacrimógeno explotado, lo que lo llevó a pedir un informe de las elecciones a la Alta Corte Constitucional. Esta última decidió el 12 de octubre trasladar la primera ronda del 9 al 16 de noviembre.